# Хорезмийская армия (1231—1246)
После завоевания Хорезма монголами (1221) и смерти последнего хорезмшаха Джелал ад-Дина Мангуберди (1231) хорезми́йская а́рмия существовала как сила разбойников и наёмников. Она действовала автономно в Верхней Месопотамии, Анатолии, Сирии и Палестине и несколько раз меняла свою лояльность, прежде чем была побеждена и уничтожена Айюбидами в 1246 году.
В 1231 году хорезмийцы некоторое время находились на службе у Айюбидских правителей вокруг озера Ван. Между 1231 и 1237 годами они находились на службе у Сельджукидского султаната Рум и боролись против вторжения Айюбидов в 1232—1233 годах. В 1237 году они были вынуждены вернуться в Верхнюю Месопотамию из-за кризиса престолонаследия Сельджукидов. Затем их нанял Айюбидский эмир Дамаска. Принимая участие в гражданской войне Айюбидов в Сирии, они предпринимали вторжения против эмира Алеппо в 1240 и 1241 годах. Потерпев поражение во втором вторжении, они отступили в Центральную Месопотамию и поступили на службу Аббасидскому халифату. Позже, спустя несколько месяцев, они нанялись к Зангидскому амиру Мосула, прежде чем вернуться к одному из Айюбидских правителей в Сирии. В 1242 году они вновь потерпели поражение от эмира Алеппо.
В 1243 году хорезмийцы заключили союз с Айюбидским султаном Египта. В 1244 году они вторглись в Иерусалимское королевство крестоносцев, разграбили его одноимённую столицу и разбили антиегипетскую коалицию в битве при Форбии. Таким образом, они навсегда положили конец правлению крестоносцев в Иерусалиме. В 1245 году они помогли египтянам завоевать Дамаск. Однако, недовольные наградой, в 1246 году они восстали и осадили Дамаск. В конечном итоге они потерпели сокрушительное поражение от альянса во главе с эмиром Алеппо и распались как единая сила.

## Предыстория
В 1221 году хорезмийская армия была разгромлена монголами в битве на реке Инд. Собрав остатки армии, Джелал ад-Дин, последний хорезмшах, основал новое государство в Пенджабе и Синде. Он оставался там около трёх лет, после чего, оставив там наместников и часть войск, в конце 1223 года намеревался воссоздать Хорезмшахскую империю на её границах до монгольского нашествия. В конечном итоге ему удалось восстановить контроль над районами Западной Персии, включая Керман, Тебриз, Исфахан и Фарс. Там он пополнил свою армию солдатами, которые были верны его отцу Ала ад-Дину Мухаммеду II.
Следующие несколько лет Джелал ад-Дин провёл, терроризируя своих соседей-христиан и мусульман, вместо того, чтобы сражаться с монголами. В конце концов он был разгромлен союзом Сельджукидов Рума и Айюбидов Сирии в битве при Яссычемене в 1230 или 1231 году. Тем временем монголы вскоре возобновили вторжение. Джелал ад-Дин, так и не сумев собрать дополнительные войска, бежал со своей оставшейся армией сначала на Муганскую равнину, а затем в Дияр-Бакр. Под Амидой он потерпел поражение от монголов и понёс огромные потери. Наконец, в августе того же года в Майафарикине он был убит одним курдом, когда искал убежища у аль-Музаффара Гази, эмира этого города.

## Состав
После смерти Джелал ад-Дина около 12—15 тыс. солдат его армии нанялись в качестве наёмников в Дияр-Бакре. Сирийский историк XIII века Абу-ль-Фарадж бин Харун оценивает цифру поступивших на службу к Сельджукидам в 10 тыс. человек, в то время как современные историки — от 4 до 25 тыс. человек. Если цифры, приведённые в источниках выше, относятся только к боевой силе, то общая численность хорезмийской армии должна была составлять более 50 тыс. человек.
Хорезмийцы, известные в арабских источниках под собирательным термином Хорезмия, были одними из первых так называемых вафидитов — групп солдат-беженцев с востока, отправившихся служить в Сирию и Египет. В латинских источниках они фигурируют как chorosmini, choermini, cohersmini, corasmini и т. д. Их собирательное название связано с их службой последнему хорезмшаху; оно игнорирует различное племенное происхождение солдат. Преимущественно это были тюрки-половцы и другие всадники-скотоводы, у которых в свете разрушения их родины монголами не было причин возвращаться домой. Помимо половцев, вероятно, были и тюрки-канглы, халаджи и огузы; причём последние были тем же народом, что и Сельджукиды, раннее государство которых в Персии было вытеснено хорезмшахами. Хорезмийские солдаты путешествовали со своими семьями, а также с катибами (секретарями) и факихов (правоведами); последние в основном были иранского происхождения.
Эмиры армии избрали своим лидером Хусам ад-Дина Кирхана Малика. Персидский историк и личный секретарь Джелал ад-Дина Шихаб-ад-дин Мухаммед ан-Насави охарактеризовал его как ничем не примечательного и «нерадивого». Другими эмирами, названными ещё одним персидским историком XIII века Ибн Биби, были Хусам ад-Дин Берке-хан, Илан-Бугу, Сару-хан, Ханберди, Сайф ад-Дин Садик-хан, Атлас-хан и Насир ад-Дин Кушлу-хан.

## На службе у Сельджукидов
При Кирхане хорезмийцы сначала поступили на службу к Айюбидам, а именно аль-Музаффару Гази, эмиру Майафарикина и аль-Ашрафу Мусу, эмиру Дамаска. В 1231 или 1232 году они перешли на сторону своего другого бывшего врага — Сельджукидского султана Рума Кей-Кубада I, через пограничного командующего Синан ад-Дина Каймаза. На церемонии в Татване Каймаз принял присягу на верность Кирхана и других хорезмийских лидеров и раздал им документы, подтверждающие право собственности на различные икты (районы налоговых поступлений) в приграничной провинции Эрзурум, включая около 36 замков. Также 300 хорезмийских лидеров были награждены почётными одеждами.
Вскоре после этого группа из 4 тыс. хорезмийцев, пытавшаяся вернуться в Хорезм, была застигнута врасплох около деревни Тугтап (ныне — Догодаф) 700 монгольскими налётчиками и бежала во внутренние районы Сельджукидов, где они запросили более безопасные земли. Каймаз отправил их в Кайсери, где султан лично наделил их новыми иктами. Кирхан получил Эрзинджан, Хусам ад-Дин Берке-хан — Амасью, а другие лидеры получили, среди других мест, Ларинду и Ни́где.
В 1232 году Айюбидский султан аль-Камиль Мухаммад ибн Ахмад вторгся в Сельджукидскую Сирию. Хорезмийцы под командованием Кирхана сражались вместе с Кей-Кубадом, на этот раз успешно защищая Таврские горы возле Хадата. Когда Артукиды Харперта восстали в поддержку аль-Камиля, Айюбиды попытались послать им подкрепление. Однако подкрепляющий отряд по пути был заперт в одном городе Кей-Кубадом и хорезмийцами, и вскоре он был вынужден сдаться. В 1233 году аль-Камиль отступил в Египет. В 1234 году Кей-Кубад осадил Амиду, в то время как его хорезмийцы совершили набег на Нисибис и Синджар. Сообщается, что их набегам подвергся даже Мардин, хотя Артукиды этого города были в союзе с Сельджукидами.
Когда Кей-Кубад умер в 1237 году, его правопреемство стало предметом спора между его старшим сыном Гийас ад-Дином Кей-Хосровом и его назначенным преемником Изз ад-Дином, чья мать была из династии Айюбидов. Поскольку хорезмийцы явно не знали, кого поддерживать, главный министр Кей-Хосрова Саад ад-Дин Кепек приказал арестовать их лидеров. После этого хорезмийцы были вынуждены покинуть Сельджукидов и отступить за реку Евфрат в Джазиру. С разрешения своего отца султана аль-Камиля принц ас-Салих Айюб ибн Мухаммад зачислил их в свою армию и дал им икту в Дияр-Мударе. Кепек обвинил некоторых амиров в подстрекательстве хорезмийцев покинуть Кей-Хосров и присоединиться к Айюбидам; по этому обвинению один из атабеков по имени Алтунбе был казнён. После организации убийства Кепека в 1240 году Кей-Хосров попытался отозвать хорезмийцев, но те отказались вернуться к нему.

## Вторжения в Сирию, Палестину и Трансиорданию

### Первое вторжение в Сирию
В 1239 году, во время сирийско-египетского раскола в Айюбидском султанате, Айюбидский принц и эмир Дамаска ас-Салих Айюб был схвачен и заключён в тюрьму в Эль-Караке ан-Насиром Даудом, эмиром этого города, который оправдывал свои действия тем, что он тем самым «защищает принца от его врагов и вскоре он освободит его и поможет ему восстановить свою власть». Затем он с этой же целью приказал хорезмийцам в Харране атаковать Хомс и Алеппо. Действуя от имени пленного принца, Джамаль ад-Дин ибн Матрух представил письмо ан-Насира Дауда Берке-хану, новому лидеру хорезмийцев. Однако выполнили ли хорезмийцы его приказ или нет, вопрос по сей день остаётся открытым; не исключено, что, когда они осенью 1240 года переправились через Евфрат и совершили набег на Северную Сирию, они тем самым выполнили тот самый приказ ан-Насира. Однако ни один современный историк не называет точных причин этого их набега.
Тем не менее, вторгшиеся хорезмийские силы насчитывали около 12 тыс. человек. 2 ноября 1240 года они разбили 1,5 тыс. всадников Алеппо во главе с эмиром аль-Муаззамом Туран-шахом, а 9 ноября они разорили Манбидж. Узнав о поражении Туран-шаха, эмир Хомса аль-Мансур Ибрагим перебросил свои войска в Алеппо, войдя в город 11 ноября. У него было тысячи всадников, собранных из Хомса и Дамаска, с помощью которых он изначально намеревался противостоять крестовому походу баронов. Тем временем хорезмийцы к концу года отступили за Евфрат.

### Второе вторжение в Сирию
После отступления хорезмийцев Дайфа-хатун, регент Алеппо, отправила Камаль ад-Дина ибн аль-Адима в Дамаск для сбора подкрепления, которое дал новый эмир этого города ас-Салих Исмаил. Сельджукиды также послали им войска. По словам Ибн Биби, их султан Кей-Хосров II приказал губернатору города Малатья собрать 3 тыс. человек из приграничных крепостей и отвезти их в Алеппо. Командующим союзными войсками в итоге был назначен аль-Мансур Ибрагим.
В январе 1241 года хорезмийцы вернулись; они разграбили Сармин, Кафартаб и Шейзар. Когда они возвращались к Евфрату, аль-Мансур Ибрагим перехватил их в Ракке 19 февраля. Бои продолжались весь день, и хорезмийцам в конце концов удалось успешно переправиться через реку. Они отступили в Харран, а аль-Мансур переправился через реку в Эль-Бире. Наконец, 5 апреля он втянул их в генеральное сражение под Эдессой. Потерпев поражение, они отступили в Харран, собрали свои семьи и направились в Ану, принадлежавшую Аббасидскому халифату. После победы при Эдессе эмир Алеппо установил контроль над Дияр-Мударом.

### Третье вторжение в Сирию и союз с Египтом
В Ане хорезмийцы поступили на службу к Аббасидам. Позже, в 1241 году, они присоединились к Бадр ад-Дину Лулу, Зангидскому амиру Мосула, а затем к аль-Музаффару Гази, новому Айюбидскому эмиру Майафарикина. Однако они не проявили особой лояльности ни к одному из этих номинальных правителей и продолжали совершать набеги на Сирию. В связи с этим в июле — августе 1241 года аль-Мансур Ибрагим отправил карательную экспедицию против хорезмийцев в Сафар. В августе 1242 года он лично возглавил вторую экспедицию в тот же город и нанёс им поражение, но не решительное.
По словам сирийского историка того времени Ибн Васила, в 1243 году ас-Салих Айюб, ныне султан Египта, написал хорезмийцам письмо, призывая их вторгнуться в Сирию в обмен на обширную икту в Египте. Это привело к краху мира, недавно заключённого между египетскими и сирийскими Айюбидами. В ответ в конце зимы или начале весны 1244 года Айюбиды Сирии заключили союз с Иерусалимским королевством крестоносцев против египетско-хорезмийского альянса. В рамках этого, бывшая одноимённая столица Иерусалимского королевства, находившийся в руках Айюбидов с 1239 года, была возвращена крестоносцам.

### Вторжение в Палестину
В 1244 году, по словам арабского историка того времени Мухаммада ибн Ибрагима аль-Хазраджи, султан ас-Салих Айюб передал хорезмийцам всю провинцию Дамаск (кроме Наблуса) в качестве икты. В то же время к нему на службу поступили курды из племени каймария. Эти два контингента должны были составить ядро армии султана в предстоящих кампаниях в Сирии и Палестине.
Хорезмийцы переправились через Евфрат в начале лета 1244 года. Время их движения связывают с вторжением в Северную Сирию монгольского нойона Ясаура. Их численность составляла 10 тыс. человек, включая курдский контингент. Разделившись на две группы, они продвинулись в Палестину через долину Бекаа и оазис Гута. По мере их приближении союзные войска, выстроенные против Египта, отступили; ас-Салих Исмаил отступил из Газы, а ан-Насир Дауд отступил в Эль-Карак. Теперь франки (крестоносцы) остались с хорезмийцами наедине.
В результате этих действий противников хорезмийцы не встретили сопротивления в Палестине, хотя в целом они избегали крупных населённых пунктов. 11 июля 1244 года они предстали перед Иерусалимом. Город в конечном итоге был разграблен, но гарнизон Башни Давида находился в осаде до 23 августа, когда он сдался под мнимой охранной грамотой, позволяющей его защитникам безопасный выезд. Однако жители-христиане города были убиты, а все христианские святыни разрушены. Это был конец правления крестоносцев в Иерусалиме. В августе ас-Салих Айюб взял город под свой контроль. По словам египетского историка XIV века Ибн аль-Фурата, хорезмийцам была передана территория вокруг Иерусалима в качестве икты.
Из Иерусалима хорезмийцы двинулись в Газу, откуда они сообщили ас-Салиху Айюбу о своём прибытии. Поскольку он запрещал им входить в Египет, они ждали армию султана. 17 октября объединённая армия под командованием Рукн ад-Дина Бейбарса ас-Салихи нанесла сокрушительное поражение франко-сирийским войскам в битве при Форбии. Это было худшее поражение крестоносцев со времён битвы при Хаттине в 1187 году. Хорезмийцы составляли доминирующий контингент в победившей армии (20 тыс. из 27 тыс. согласно Estoire d'Eracles). Они охватили бо́льшую часть прибрежной территории Иерусалимского королевства, но не атаковали укреплённые места и поэтому не взяли постоянного контроля.
После победы при Форбии хорезмийцы присоединились к армии египетского визиря Муин ад-Дина ибн аль-Шейха в Газе. Они двинулись к Бейт-Шеану, прежде чем осадить Дамаск в 1245 году. Пока египетская армия бомбардировала город патереллами, хорезмийцы совершали набеги на сельскую местность вокруг него, чтобы не допустить попадания еды к защитникам. В сентябре 1245 года аль-Мансур Ибрагим рассматривал возможность сдачи города хорезмийцам. Он ускользнул из Дамаска для тайной встречи с хорезмийским лидером Берке-ханом. Однако из этого в итоге ничего не вышло.

## Неудачное восстание и ликвидация
После падения Дамаска в октябре 1245 года визирь Муин ад-Дин даровал хорезмийцам икту в Сирии (около современного Ас-Сахиля) и Палестине, но наёмники не сочли их соразмерными обещаниям, данным султаном. Всё ещё стоявшие лагерем около Дамаска, хорезмийцы совершили набег на селение Дарайя. Готовясь к полному восстанию, они объединились с ас-Салихом Исмаилом, ан-Насиром Даудом и Изз ад-Дином Айбеком аль-Муаззами. Они даже написали своему бывшему командиру Рукн ад-Дину, который командовал войсками, оставшимися в Газе. Рукн ад-Дин был немедленно обвинён в сговоре с хаварезмийцами, отозван в Египет и заключён в тюрьму.
В конце марта 1246 года хорезмийцы осадили Дамаск. По словам египетского историка XIV века Ибн ад-Давадари, именно нелояльность хорезмийцев побудила ас-Салиха Айюба купить «больше тюркских мамлюков [солдат-рабов], чем все предыдущие султаны вместе взятые», в результате чего они стали большинством в его армии.
Когда хорезмийцы узнали, что аль-Мансур Ибрагим и ан-Насир Юсуф из Алеппо объединились против них, возможно, по настоянию ас-Салиха Айюба, они прорвали осаду Дамаска и двинулись на север. 18 мая 1246 года два союза встретились в битве возле Аль-Касаба на берегу озера Хомс, где хорезмийцы и их союзники были разгромлены. Берке-хан был убит, а его голова отдана Шамс ад-Дину Лулу аль-Амини, который повесил её на воротах цитадели Алеппо.
Это поражение рассеяло хорезмийцев. Небольшой контингент остался с ас-Салихом Исмаилом и получил убежище от ан-Насира Юсуфа в Алеппо. Другая группа бежала в Балку и была нанята ан-Насиром Даудом. Султан немедленно послал армию под командованием Фахр ад-Дина ибн аль-Шейха против ан-Насира Дауда. 1 сентября 1246 года ан-Насир и его хорезмийцы потерпели поражение при Эс-Салте. Выжившие отступили в Аль-Карак, где они были осаждены. Осада была снята после того, как ан-Насир согласился передать хорезмийцев Фахр ад-Дину, который зачислил их в свою армию. Таким образом, они оказались в Египте. Ещё одна группа хорезмийцев под предводительством Кушлу-хана присоединилась к монголам в Месопотамии.
Хотя 1246 год знаменует фактическое исчезновение хорезмийцев в арабских источниках, они вновь появляются в работах персидского историка Рашид ад-Дина более 10 лет спустя. Он записывает, что некоторые бывшие эмиры Джелал ад-Дина приезжали в Египет во время правления мамлюкского султана Кутуза (1259—1260), который дарил им подарки и предлагал им разведданные. Когда в 1260 году монголы потребовали дань от Египта, хорезмийский эмир Насир ад-Дин Мухаммад Каймури посоветовал Кутузу не сдержать своего слова; Кутуз решил сражаться. Хорезмийцы также были в составе монгольской армии в последовавшей битве при Айн-Джалуте в 1260 году. Это их последнее появление в исторических записях.